# Trnjine (Foča, BiH)
Trnjine su naseljeno mjesto u općini Foči, Republika Srpska, BiH. Nalaze se južno od rječice Trebjenika. 
Popisane su kao samostalno naselje na popisu 1961., a na kasnijim popisima ne pojavljuje se, jer su 1962. pripojene Kratinama (Sl.list NRBiH, br.47/62).

## Stanovništvo
| Narod     | Popis 1961. |
| --------- | ----------- |
| Hrvati    |             |
| Muslimani | 154         |
| Srbi      | 1           |
| ostali    | 3           |
| Ukupno    | 158         |